# Institut œcuménique de Bossey
L’Institut œcuménique de Bossey est un lieu de rencontre et de formation lié au Conseil œcuménique des Églises et à l’Université de Genève. Ses bâtiments sont situés dans la commune de Bogis-Bossey, à l’ouest du canton de Vaud, en Suisse. 
L’Institut occupe dès sa fondation en 1946 le domaine du Château de Bossey, une propriété achetée par le Conseil œcuménique en 1950. Le Château devient au XXIe siècle un hôtel-restaurant spécialisé dans les séminaires et rencontres de groupes.

## Mission
L’Institut offre des cours universitaires, des séminaires et des conférences. Il a pour mission de former des responsables œcuméniques, tant ecclésiastiques que laïcs, destinés à œuvrer dans des paroisses, des écoles, des centres œcuméniques du monde entier. Il a aussi pour but de promouvoir la pensée œcuménique à travers des rencontres interculturelles et interconfessionnelles, grâce aux études qui s’effectuent dans un cadre résidentiel et aussi par les célébrations religieuses et la vie communautaire. Chaque année, plus de 40 étudiants de toutes dénominations chrétiennes viennent y suivre un cursus universitaire reconnu par l’Université de Genève. L’Institut se définit comme un « laboratoire œcuménique ».

## Historique

### Fondation

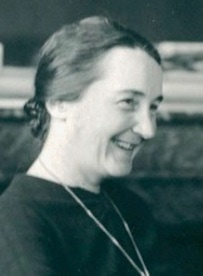
Suzanne de Dietrich en 1937.

L'Institut œcuménique trouve son origine dans les cours d'été œcuméniques organisés à Genève entre 1934 et 1938 par Adolf Keller (en). 
Créé à l'initiative de Willem Visser 't Hooft, et grâce à un don de plusieurs millions de dollars de John D. Rockefeller, l’Institut a été inauguré le 5 octobre 1946. Le programme initial était centré sur : la Bible, le monde, l'Église universelle. 
La première équipe de direction était constituée de Hendrik Kraemer (de) et Suzanne de Dietrich. Dans la situation d'après-guerre, l’Institut proposait des cours d'éthique de trois mois pour les laïcs chrétiens, les responsables de groupes de jeunes et les chrétiens de certains groupes professionnels (par exemple des enseignants, médecins, dirigeants syndicaux). On veillait à ce que les cours soient composés de personnes de confessions mixtes. Une partie de l’hébergement se fait à quelques centaines de mètres du Château, au Petit-Bossey.
En 1946, le domaine de Bossey appartenait à Fernand Chenevière (1887-1951, député au Grand Conseil et colonel), l’Institut est locataire. Le Conseil œcuménique fait l'acquisition de « cette spacieuse demeure et de ses dépendances » en 1950 et entreprend de les transformer et de les adapter. Deux dépendances sont démolies, de nouvelles annexes sont bâties. Le château perd une de ses tours, une trentaine de chambres sont aménagées dans les étages, un secrétariat et la bibliothèque de 4 800 volumes trouvent place au rez-de-chaussée, où le grand salon conserve ses boiseries « richement sculptées », attribuées à Jean Jaquet, et son parquet. Une chapelle voit le jour dans la remise jouxtant la cour médiévale.

### 1951-1989
Il est décidé en août 1951 de créer un « Centre universitaire d’études », appelé à devenir une des principales activités de l’Institut, qui se rattache ainsi formellement à la Faculté de théologie protestante de l'Université de Genève. Les nouveaux locaux et le Centre universitaire sont inaugurés le 1er novembre 1952. À cette occasion le directeur Hendrik Kraemer est nommé professeur honoraire de l’Université,. Un programme d'études œcuménique de quatre mois est proposé une fois par an. 
Un nouveau bâtiment est construit en 1964 dans le parc du Château, comprenant une vaste salle de cours et une bibliothèque sur deux étages. Ceci grâce aux dons des Églises d’Allemagne, du gouvernement d’Allemagne de l’Ouest, du gouvernement genevois, d'entreprises et de particuliers. Inauguré en présence du pasteur Niemöller.

### Dès 1990
Depuis 2002, le « Château de Bossey » peut également être utilisé comme centre de conférences et de congrès par des groupes externes,.
Depuis 1996 à 2005, puis à nouveau dès 2010, paraissent des bulletins destinés à nourrir les liens entre les étudiants passés par l’Institut : Beyond boundaries : The newsletter of the Ecumenical Institute at Bossey (anciennement Reaching beyond boundaries …, … a newsletter connecting friends of Bossey).
Un total de 407 étudiants sont inscrits à l’Institut entre 2000 et 2010, dont six viennent de Suisse et 126 sont Africains. L’Institut se trouve en difficulté financièrement à l’été 2010. La plupart des étudiants venant de pays du Sud reçoivent une aide et le Fonds de bourse d’études serait « presque vide ». La Fédération des Églises protestantes de Suisse (FEPS) décide d’un soutien de 60 000 francs, son président explique qu’il est important que les théologiens de Chine puissent aussi bénéficier d’une formation continue à Genève, tout comme ceux du Sud. Une présence plus importante de Suisses est souhaitée.
D’importants travaux de rénovations sont réalisés en plusieurs étapes et terminés en 2012. Le Château propose un restaurant et une salle de banquets avec les attraits d’une terrasse, d’une Orangerie et d’un vaste jardin. Dans le même temps, l’Institut est doté d’une centaine de chambres et d’une dizaine de salles de réunion,.
Le pape François est en visite à Genève le 21 juin 2018. Il rencontre les responsables du Conseil œcuménique au Château de Bossey. Une médaille est réalisée à cette occasion.

## Directeurs
Se sont succédé à la tête de l’Institut : 1948–1955 Hendrik Kraemer (de) (essentiellement représenté par Suzanne de Dietrich), 1955–1966 Hans-Heinrich Wolf (de), 1966–1974 Nikos Nissiotis (de), 1974–1980 John Mbiti (de), 1978–1983 Karl Hertz, 1983–1989 Adriaan Geense, 1989–1990 Samuel Amirtham, 1990–1997 Jacques Nicole, 1997–2001 Heidi Hadsell, 2001-2022 Ioan Sauca.

## Galerie

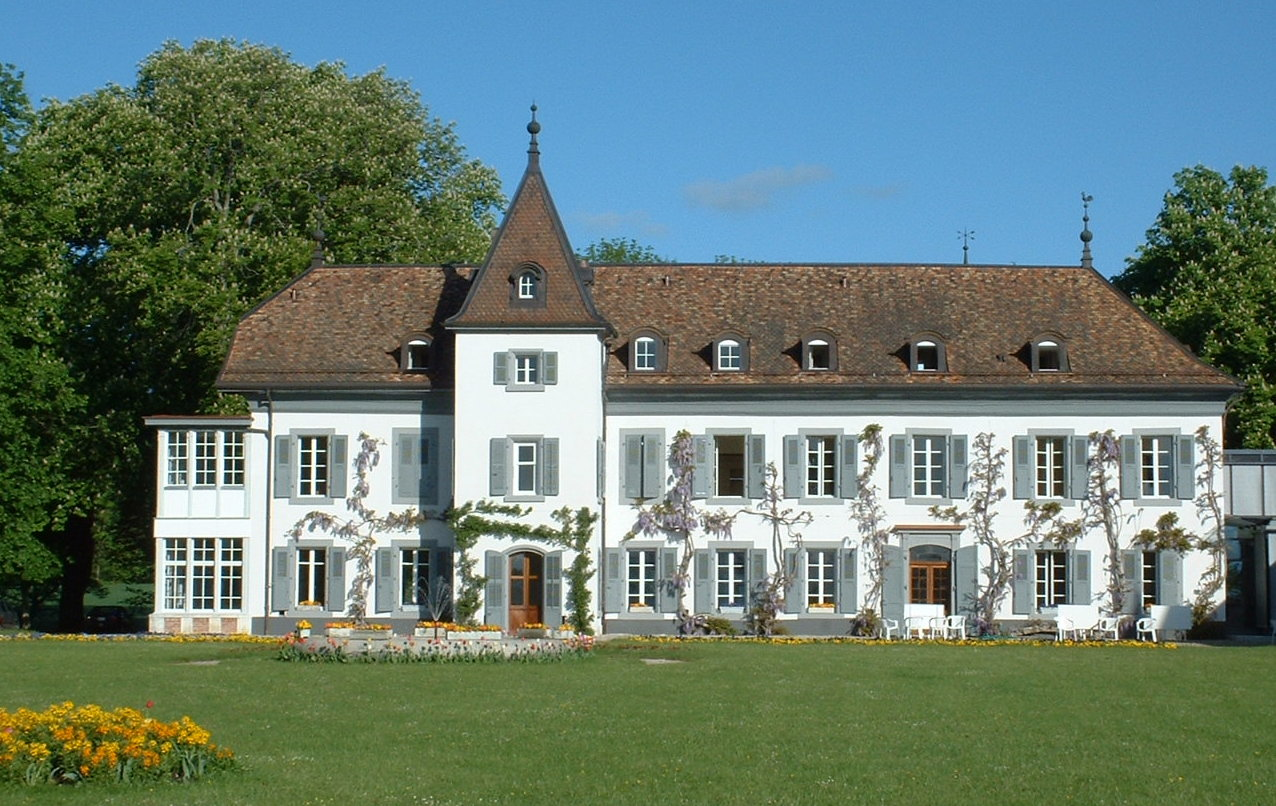
Château
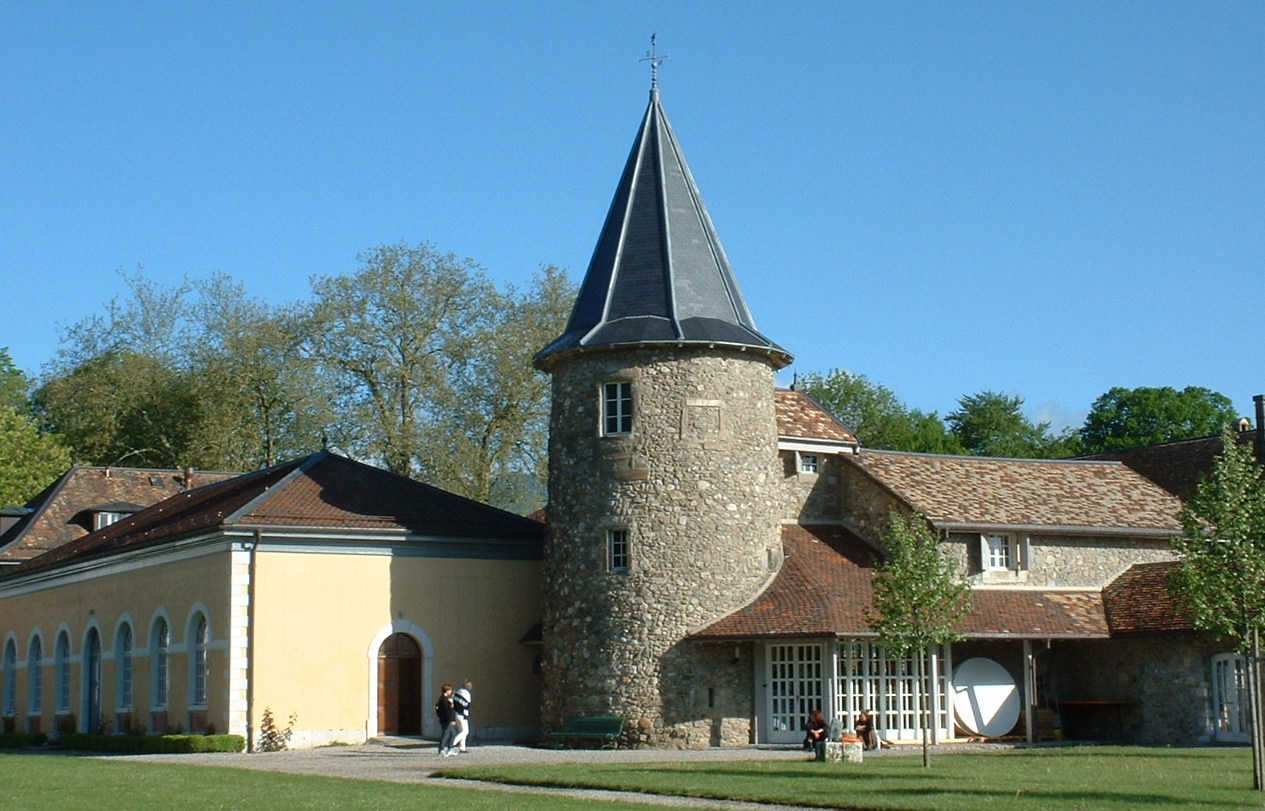
Orangerie, tour, chapelle
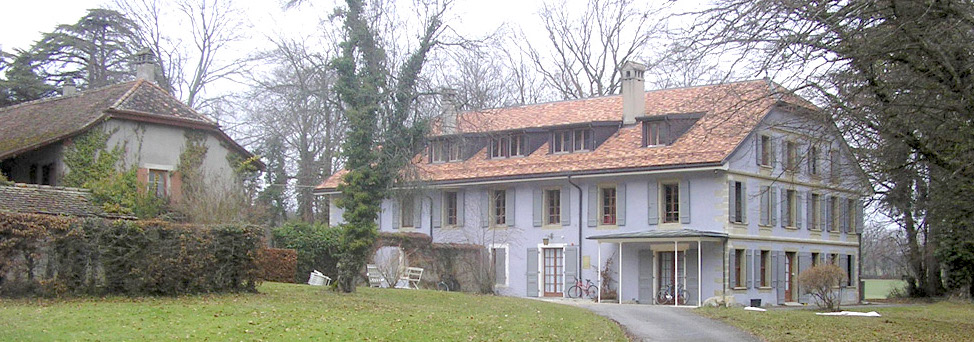
Petit-Bossey
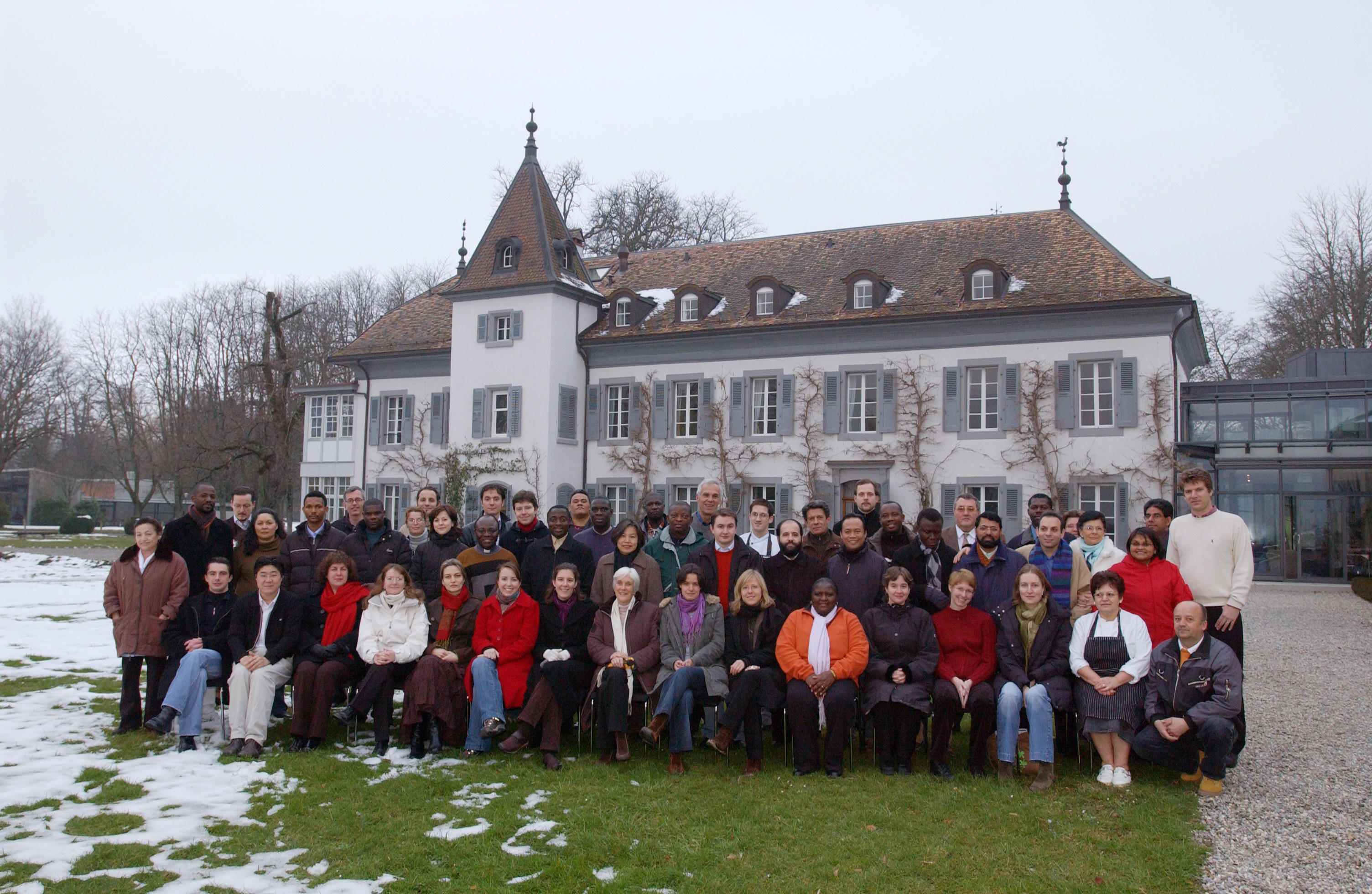
Promotion 2007
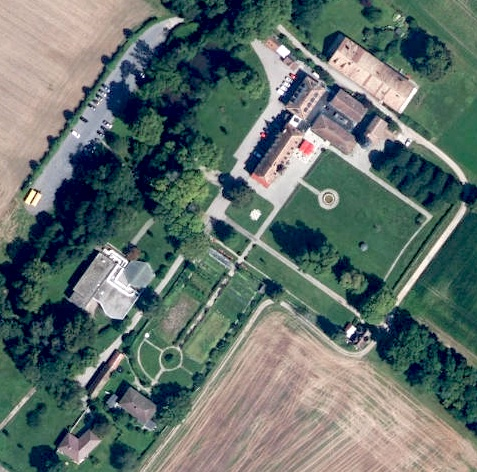
Bossey en 2021